# Louis-Michel van Loo
Louis-Michel van Loo (Toulon, 2 maart 1707 – Parijs, 20 maart 1771) was een Franse schilder.
Hij was een student van zijn vader, de schilder Jean-Baptiste van Loo, in Turijn en Rome, en hij won een prijs van de Académie Royale de Peinture et de Sculpture (Koninklijke Academie voor Schilder- en Beeldhouwwerk) te Parijs in 1725. Samen met zijn oom, de schilder Karel André van Loo, verbleef hij in Rome van 1727 tot 1732 en in 1736 werd hij hofschilder van Filips V van Spanje in Madrid, waar hij medeoprichter werd van de Spaanse Koninklijke Academie in 1752. Hij keerde terug naar Parijs in 1753, en schilderde daar vele portretten voor Lodewijk XV van Frankrijk. In 1765 volgde hij zijn oom Karel André op als directeur van een speciale school van de Franse academie, ook wel bekend als de École Royale des Élèves Protégés. In 1766 schilderde hij een portret van de Portugese staatsman Sebastião de Melo, Markies van Pombal, die onder de Portugese koning Jozef I werkte.
Uit het gezin van zijn ouders werden ook nog andere schilders geboren: François van Loo (1708-1732) en Karel Amadeus Filips van Loo (1719-1795).

## Werken

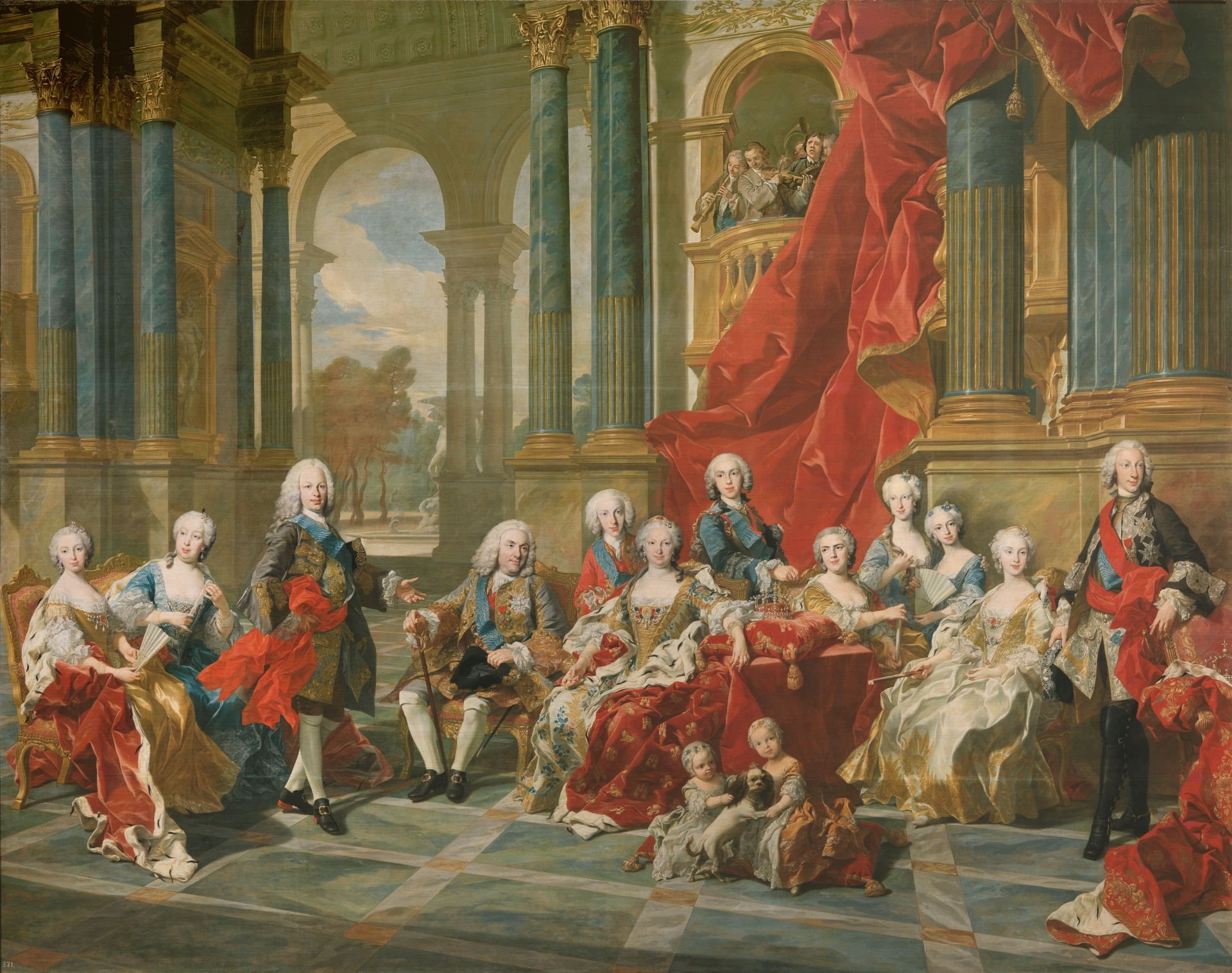
De familie van koning Filips V
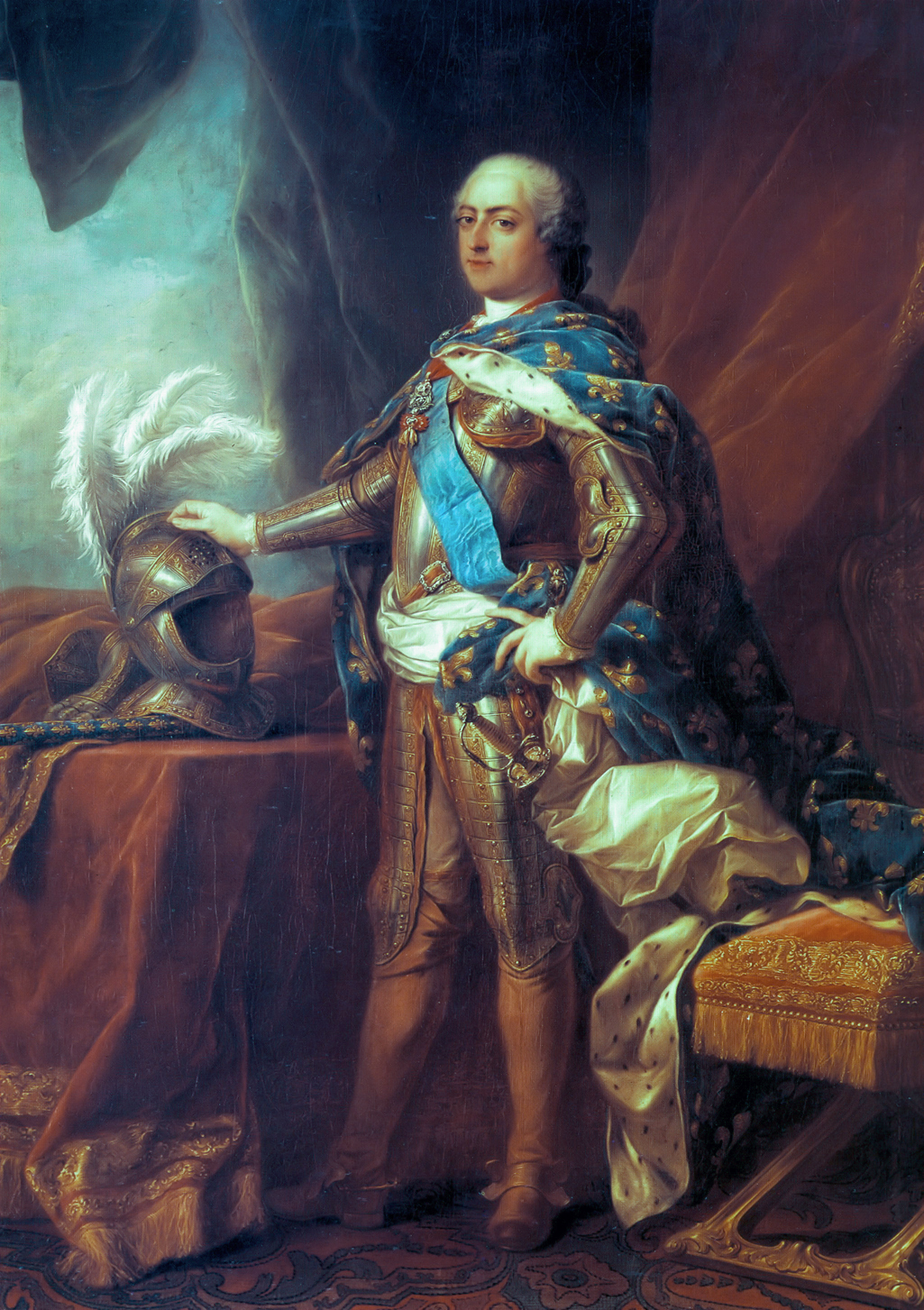
Lodewijk XV van Frankrijk, Koning van Frankrijk
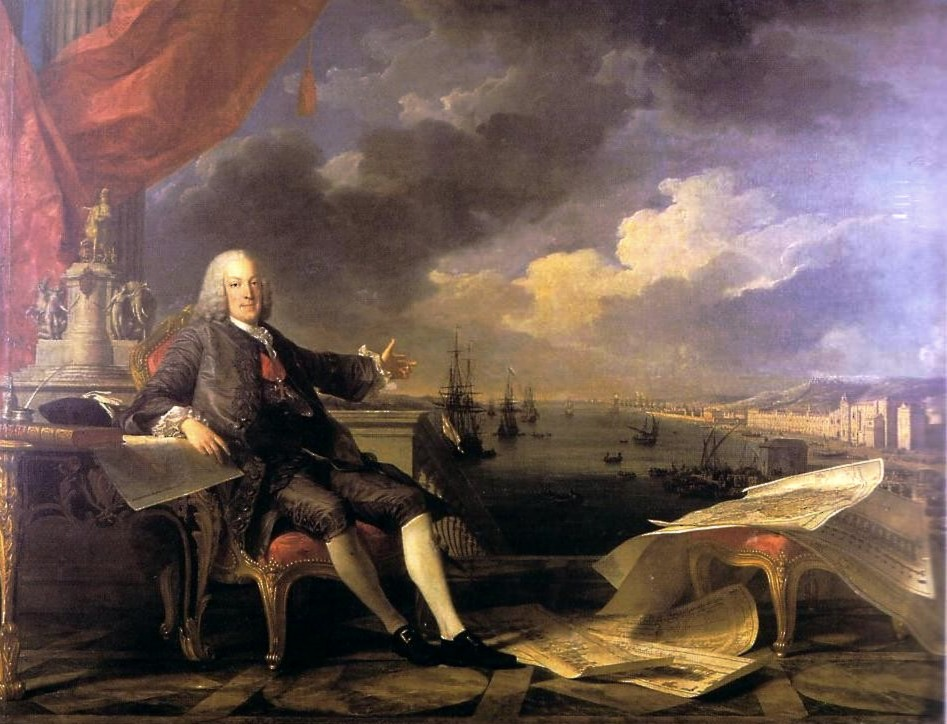
Sebastião de Melo, Markies van Pombal
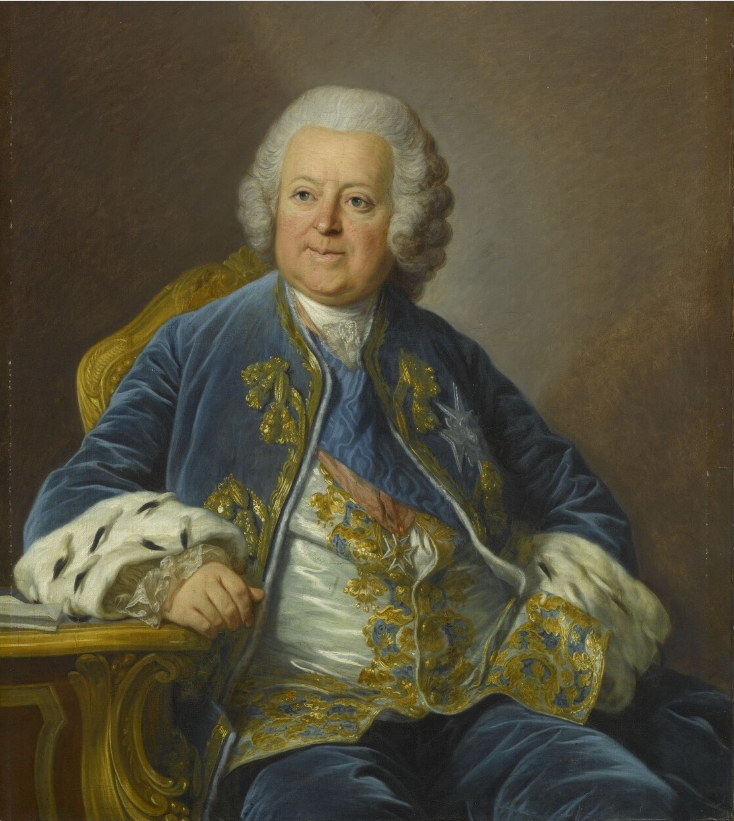
Comte de Saint-Florentin
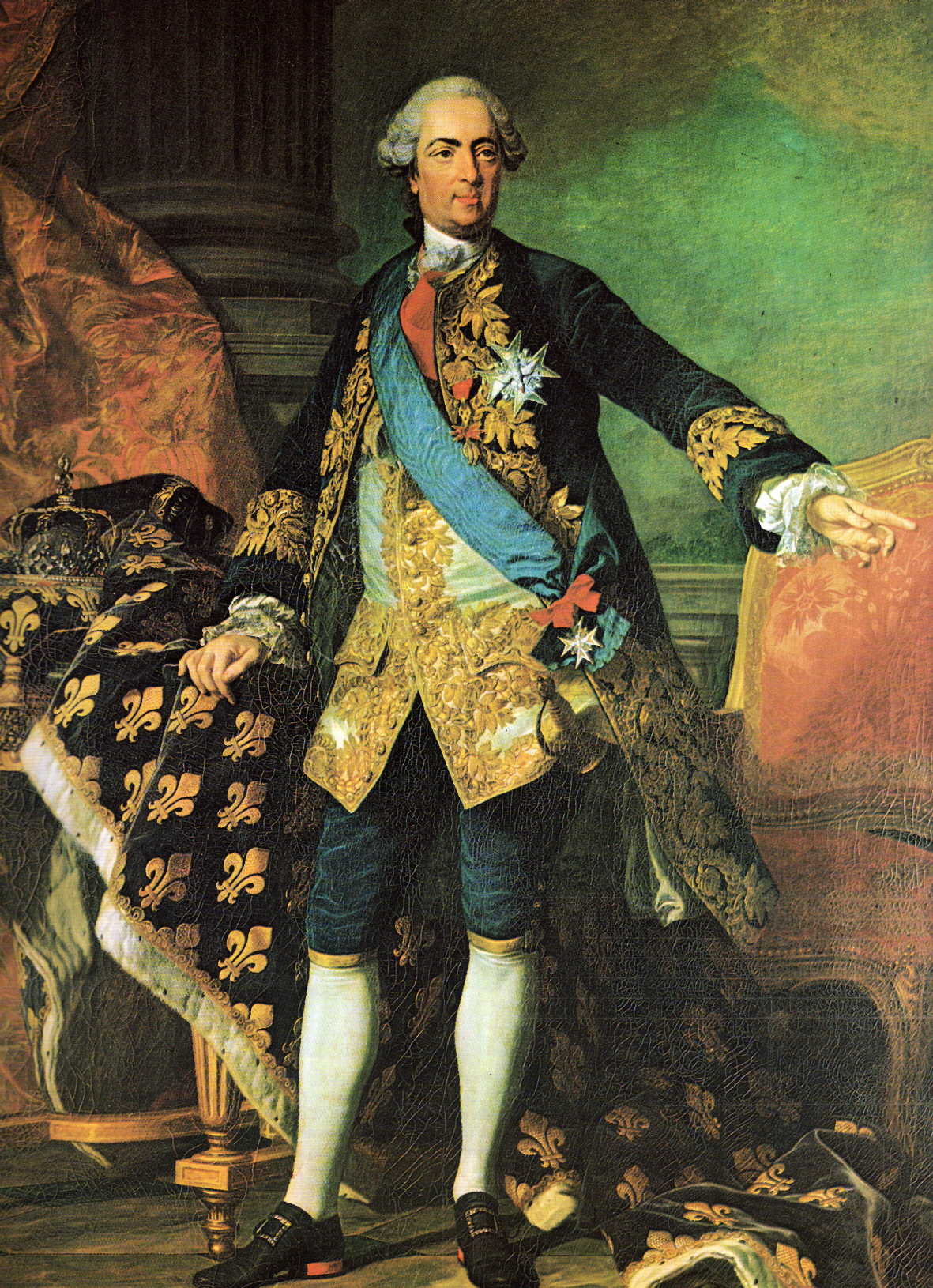
De Franse koning Lodewijk XV
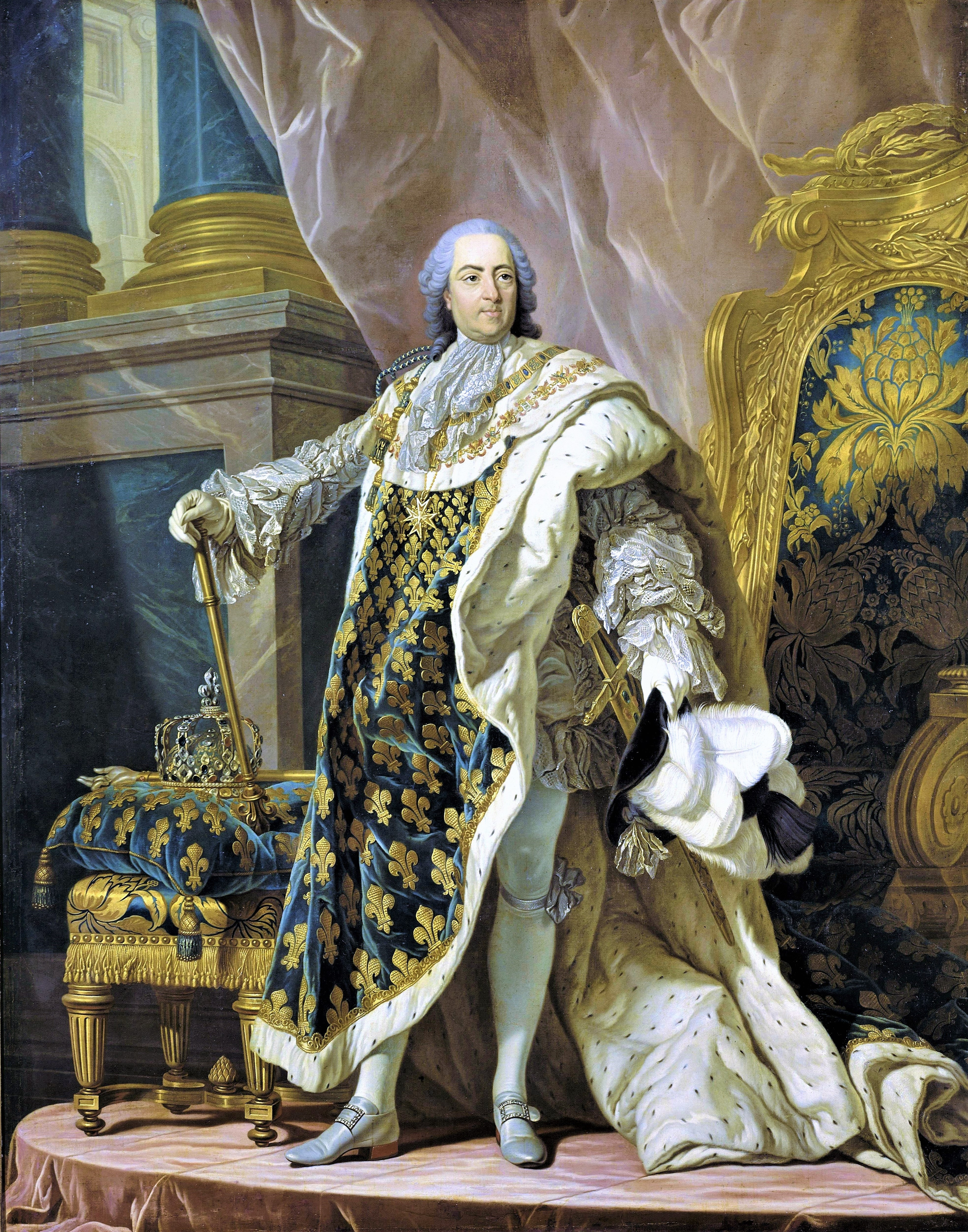
Lodewijk XV
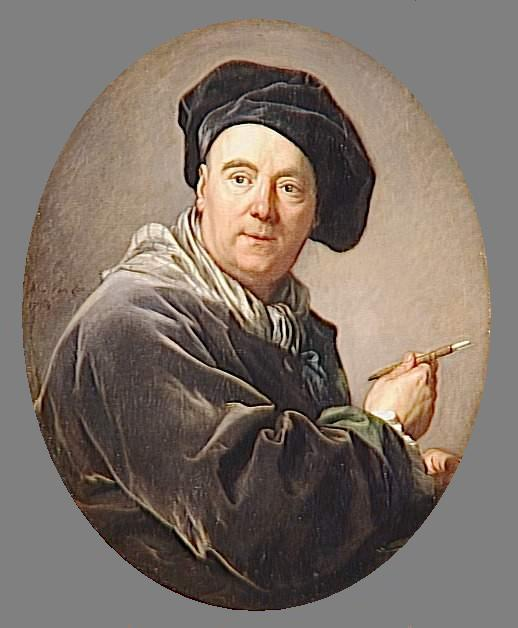
Karel André van Loo
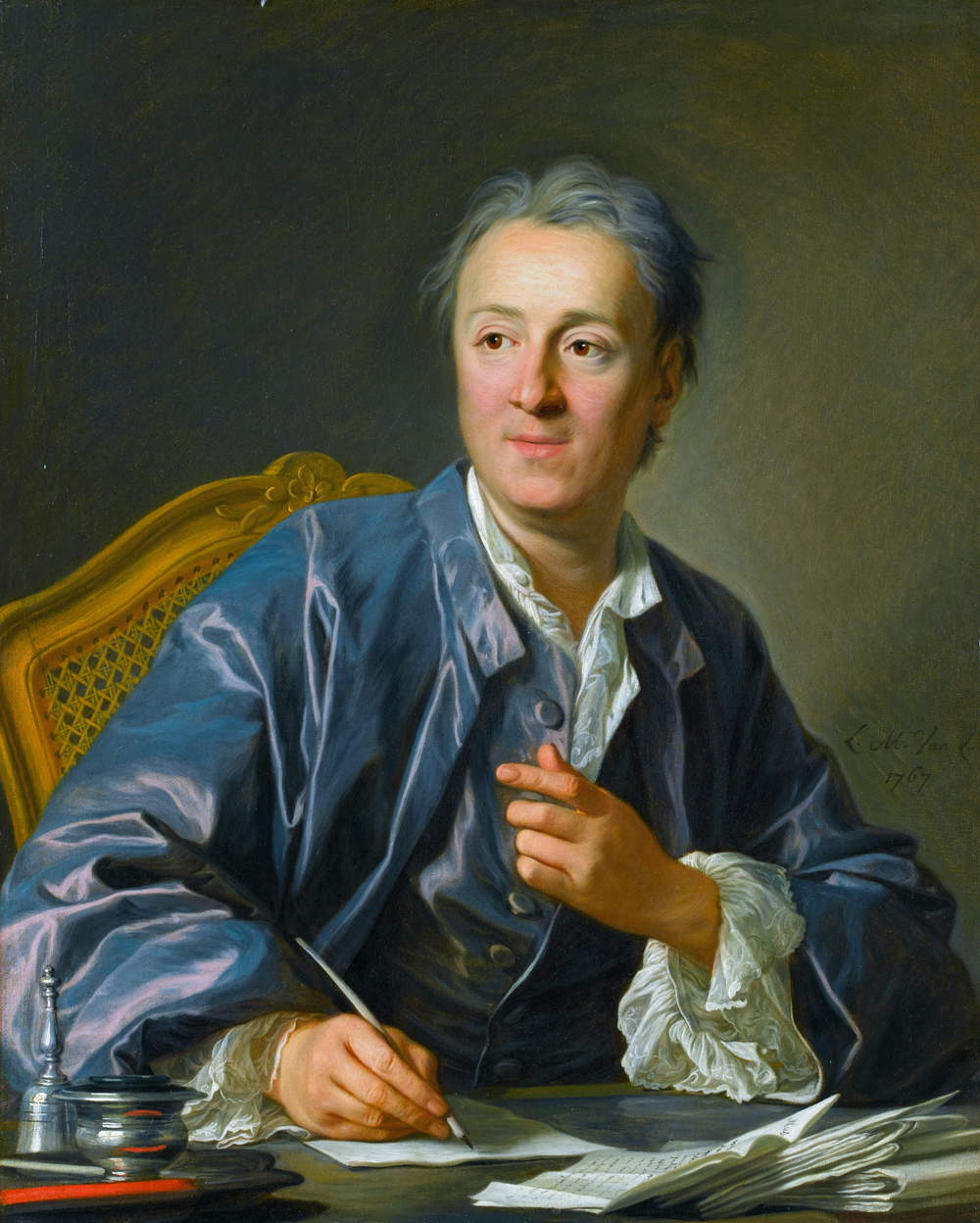
Denis Diderot
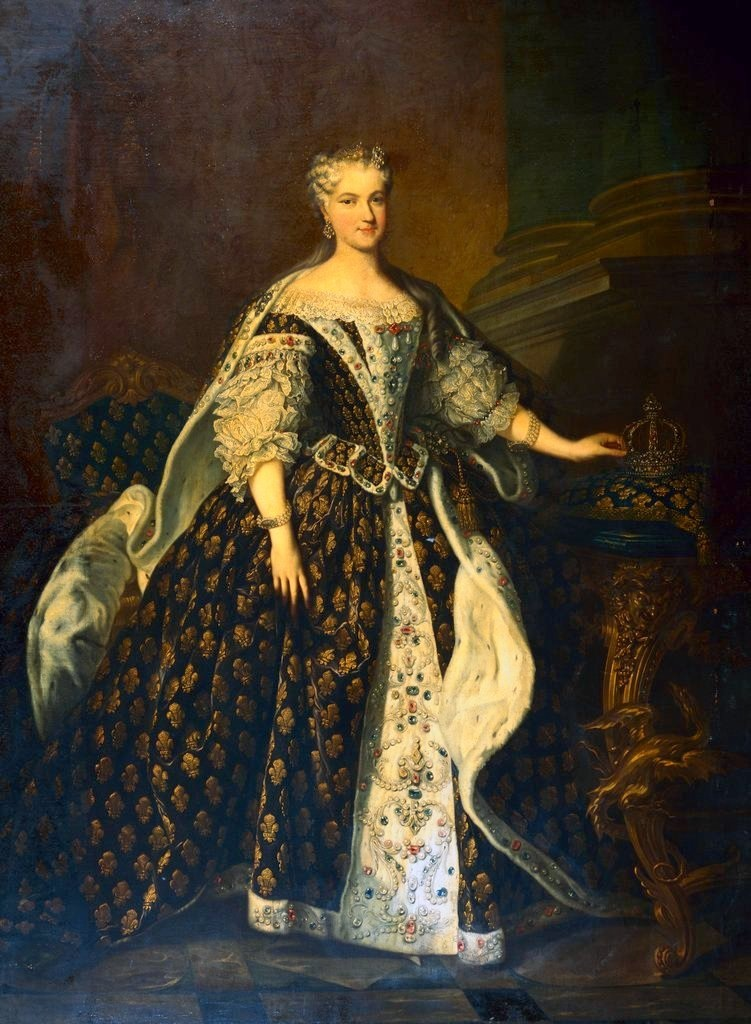
Maria Leszczyńska
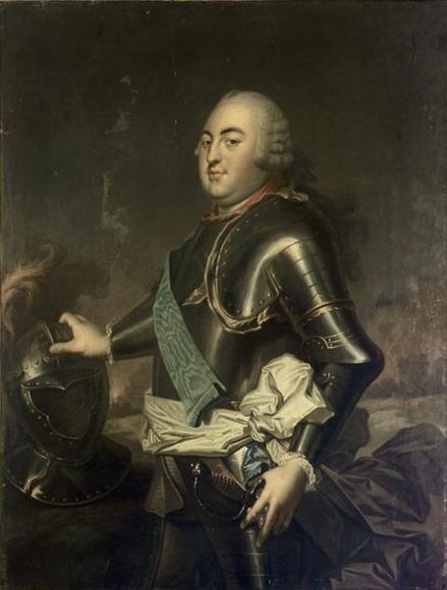
Lodewijk Filips I van Orléans

- Biblioteca Nacional de España: XX821512
- Bibliothèque nationale de France: cb149542402 (data)
- Digitale Bibliotheek voor de Nederlandse Letteren: loo_038
- Gemeinsame Normdatei: 124014259
- International Standard Name Identifier: 0000 0000 6638 8598
- KulturNav: 1a83113e-0e0d-4ca7-a382-dbf8973ecaec
- Library of Congress Control Number: nr2003019250
- Nationale Bibliotheek van Tsjechië: mub20201087942
- Nationale bibliotheek van Australië: 35073763
- Nederlandse Thesaurus van Auteursnamen: 353261793
- RKD-Nederlands Instituut voor Kunstgeschiedenis: 50785
- SNAC: w68g968m
- Système universitaire de documentation: 111708850
- Trove: 818695
- Union List of Artist Names: 500011585
- Virtual International Authority File: 24709970
- WorldCat: E39PBJmy3H3ykkgYF3BB49rjG3